# Consuelo De Moraes
Consuelo M. De Moraes (* 1968) ist eine brasilianische Insektenkundlerin, die Biokommunikation und Ökologie an der ETH Zürich lehrt.

## Leben
Die gebürtige Brasilianerin erwarb 1992 ihren Bachelor of Science an der Universidade Federal de Minas Gerais, Belo Horizonte. Nach ihrem Abschluss ging sie in die USA und promovierte 1998 in Entomologie an der University of Georgia. Ab 2001 war sie Fakultätsmitglied in der Abteilung für Entomologie an der Pennsylvania State University. Im Jahr 2013 übernahm sie eine ordentliche Professur an der ETH, wo sie das Laboratory of Biocommunication and Entomology leitet. Ihre Forschung beschäftigt sich mit der chemischen Ökologie, insbesondere mit der Rolle von Duftstoffen, welche Interaktionen zwischen Pflanzen, Insekten und den natürlichen Gegenspielern der Insekten vermitteln.
Der ETH-Rat schrieb zu ihrer Ernennung: „Ihre mit renommierten Preisen ausgezeichneten Forschungsergebnisse sind von grosser Relevanz für das Verständnis natürlicher Ökosysteme und für das nachhaltige Management von Agrarökosystemen.“
Gemäß der Entomological Society of America (ESA) hat De Moraes bereits 2013 eine beeindruckende Bilanz innovativer Forschung vorgelegt und eine Reihe bahnbrechender Studien durchgeführt – einige davon haben völlig neue und unerwartete Aspekte der chemischen Signalübertragung aufgedeckt und neue Forschungslinien zur chemischen Vermittlung von Interaktionen zwischen Pflanzen und anderen Organismen eröffnet. Diese Arbeit hat sowohl innerhalb als auch außerhalb des Feldes der chemischen Ökologie großen Einfluss gehabt. De Moraes' Ergebnisse wurden in führenden wissenschaftlichen Zeitschriften wie Nature, Science und den Proceedings of the National Academy of Science veröffentlicht und werden häufig von der Presse in aller Welt aufgegriffen. Ihre Forschung wird in Lehrbüchern aus einer Vielzahl von biowissenschaftlichen Disziplinen diskutiert und war Gegenstand mehrerer Dokumentarfilme und Artikel in Medien und populärwissenschaftlichen Zeitschriften, die ein breites Publikum erreichen.

## Auszeichnungen (Auswahl)
- 2018: Nan-Yao Su Award for Innovation and Creativity in Entomology, Entomological Society of America (ESA)
- 2013: Elected Fellow of the Entomological Society of America (ESA); The International Society of Chemical Ecology Silverstein-Simeone Award (Recognizes outstanding recent or current work at the frontiers of Chemical Ecology)
- 2011: Elected Fellow of the American Association for the Advancement of Science (AAAs)